# 세종중학교 (경남)
세종중학교(世宗中學校)는 대한민국 경상남도 밀양시 가곡동에 있는 사립 중학교이다.

## 학교 연혁
- 1944년 7월 : 밀양 고등 공민 학교 설립 인가
- 1952년 4월 17일 : 학교 법인 세종 학숙 인가
- 1952년 4월 17일 : 초대 신현대 이사장 취임
- 1952년 10월 27일 : 세종중학교 설립 인가
- 1952년 10월 27일 : 초대 황용주 교장 취임
- 2017년 3월 1일 : 행복 학교 운영 (2017 ~ )
- 2021년 12월 28일 : 박경문 이사장 취임
- 2022년 1월 7일 : 제75회 졸업식(졸업생 총 11,143명)
- 2023년 3월 1일 : 제25대 조주현 교장 취임
- 2023년 3월 2일 : 제78회 입학식
- 2025년 3월 1일 : 남학교에서 남녀공학으로 전환

## 참고 자료
- 세종중학교 - 한국교육학술정보원 학교알리미